# Мир Касим
Мир Касим (бенг. মীর কাসেম; ? — 8 мая 1777) — фаудждар Рангпура (1757—1760), 7-й наваб Бенгалии, Бихара и Ориссы (20 октября 1760 — 7 июля 1763).
Мир Касим был утвержден в качестве наваба Бенгалии при поддержке Британской Ост-Индской компании, заменив Мир Джафара, своего тестя, который сам был поддержан ранее Ост-Индской компанией после его роли в битве при Плесси. Однако Мир Джафар был в конфликте с Британской Ост-Индской компанией из-за слишком большого количества требований и пытался связаться с Голландской Ост-Индской компанией. Британцы в конце концов разбили голландцев в битве при Чинсуре (1759) и сыграли важную роль в замене Мир Джафара на Мир Касима. Позднее Мир Касим поссорился с британцами и сражался с ними в битве при Буксаре. С поражением Мир Касима в битве при Буксаре угас последний реальный шанс предотвратить постепенную британскую экспансию в значительной части Северо-Восточной Индии после победы Великобритании в Семилетней войне.
Титул — Али Джах, Насир уль-Мульк, Имтиаз уд-Даула, Наваб Мухаммад Касим Али Хан Бахадур, Нусрат Джанг, Наваб Назим Бенгалии, Бихара и Ориссы.

## Ранняя жизнь
Сын Мира Мухаммада Рази-хана и внук Наваба Мира Мухаммада Имтиаз-хана Бахадура, субадара Бихара.

## Конфликт с британцами
В октябре 1760 года Мир Касим был назначен британцами новым навабом (князем) Бенгалии, Бихара и Ориссы, заменив на этом посту своего тестя, Мир Джафара.
Взойдя на навабский трон, Мир Касим отплатил британцам щедрыми подарками. Чтобы угодить англичанам, Мир Касим ограбил всех, конфисковал земли, уменьшил денежное содержание Мир Джафара и истощил казну. Однако вскоре он устал от британского вмешательства и бесконечной алчности и, подобно своему тестю Мир Джафару до него, стремился вырваться из-под британского влияния. Он переместил свою столицу из Муршидабада в Мунгер в современном Бихаре, где он собрал независимую армию, финансируя их путем упорядочения сбора налогов.
Он выступал против позиции Британской Ост-Индской компании на том, что полученный англичанами по лицензии от императора Великих Моголов (дастак) означал, что они могут торговать без уплаты налогов (другие местные торговцы с дастаками должны были платить до 40 % своего дохода в качестве налога). Разочарованный отказом британцев платить эти налоги, Мир Касим также отменил налоги на местных торговцев. Это нарушило преимущество, которым до сих пор пользовались британские торговцы, и враждебность усилилась. Мир Касим захватил здания Ост-Индской компании в Патне в 1763 году, убив несколько европейцев, включая жителя города. Мир Касим объединился с навабом Шуджей-уд-Даула из Ауда и могольским императором Шахом Аламом II, которым также угрожали британцы. Однако их объединенные силы потерпели поражение в битве при Буксаре 22 октября 1764 года.
Мир Касим также напал на Непал во время правления Притхви Нараян Шаха, короля Непала. Он был жестоко разбит, поскольку непальские солдаты имели различные преимущества, включая рельеф местности, климат и хорошее руководство.
В отличие от Сираджа-уд-Даулы до него, наваб Бенгалии Мир Касим был эффективным и популярным правителем. Успех при Буксаре сделал Британскую Ост-Индскую компанию могущественной силой в провинции Бенгалия в гораздо более реальном смысле, чем битва при Плесси семью годами ранее и битва при Бедаре пятью годами ранее. К 1793 году Британская Ост-Индская компания упразднила Низамат (сюзеренитет Великих Моголов) и полностью подчинила своей власти эту бывшую провинцию Великих Моголов.
Мир Касим потерпел ряд поражений в битвах при Муршидабаде, Герайне и Удхва-нале.

## Смерть
Лишенный большей части своих сокровищ, посаженный на хромого слона и изгнанный Шуджа-уд-Даула после того, как он был разбит в битве при Буксаре 23 октября 1764 года. Мир Касим бежал в Рохилкханд, Аллахабад, Гохад и Джодхпур, в конечном итоге поселившись в Котвале, недалеко от Дели около 1774 года.
Мир Касим умер в безвестности и крайней нищете, возможно, от водянки, в Котвале, недалеко от Дели, 8 мая 1777 года. Две его шали, единственное оставшееся у него имущество, пришлось продать, чтобы оплатить его похороны.

## Семья
Мир Касим был женат на Наваб Фатиме Бегум Сахибе, дочери Мир Джафара, наваба Бенгалии, Бихара и Ориссы, и его жены, Наваб Шах Ханум Сахибы, дочери Шаха Кули Хана (Мирзы Мухаммада Мадани). У супругов было десять сыновей и две дочери:
- Мир Гулам Ураиз Джафари (? — 1761).
- Мир Мухаммад Бакир Хан аль-Хусайни
- Наваб Мир Мухаммад Азиз Хан Бахадур (Мир Шахджи)
- Наваб Мир Абдулла Хан Бахадур (? — 1829)
- Наваб Мир Абдулла Али Хан Бахадур (Мир Мангу).
- Наваб Мирза Мухаммад Бадр уд-дин Али Хан Бахадур (Мир Каллу)
- Мирза Гулам Хусайн Хан Бахадур
- Мир Гулам Али аль-Хусайни
- Мир Шафик Али Хан Бахадур
- Мир Ака али Хан Бахадур
- Сахибзади Наджиб ун-ниса Бегум Сахиба (Биби Ханум)
- Младшая дочь (имя неизвестно).